# Miconia setosa
Miconia setosa är en tvåhjärtbladig växtart som beskrevs av John Julius Wurdack. Miconia setosa ingår i släktet Miconia och familjen Melastomataceae. Inga underarter finns listade i Catalogue of Life.